# Modiradilo Healer
Modiradilo Healer (ur. 19 lipca 1970 r.) - botswański bokser, olimpijczyk.

## Kariera amatorska
W 1996 r., Healer reprezentował Botswanę na Igrzyskach Olimpijskich, rywaizując w kategorii papierowej. Przegrał swoją walkę z Albertem Guardado, odpadając z dalszej rywalizacji. Jako amator rywalizował tylko w kategorii do 48 kg.